# Brochopeplus exaltatus
Brochopeplus exaltatus är en insektsart som först beskrevs av Walker, F. 1869.  Brochopeplus exaltatus ingår i släktet Brochopeplus och familjen vårtbitare. Inga underarter finns listade i Catalogue of Life.